# Grudar et Brassolis
Grudar et Brassolis sont deux personnages de la mythologie celtique irlandaise. Ces personnages apparaissent dans le poème Fingal, an ancient Epic Poem. Grudar est un majestueux jeune homme dont Brassolis, la sœur de Cairbar, est éprise. Grudar revendique la propriété du taureau tacheté qui paît dans des bruyères de Golhun. Cairbar aussi. Et cette situation ne se résout pas jusqu'au jour où les deux hommes en viennent à une confrontation qui se termine en un sanglant combat où Grudar perd la vie. Brassolis, la sœur de Cairbar, apprend la nouvelle et elle court vers Grudar. À la vue du corps du jeune, elle meurt.

## Grudar et Brassolis
Dans le poème d'Ossian, Fingal an ancient Epic Poem, sorte de chant de style homérique, Carril, chantre des exploits des temps passés, raconte à Cuthullin l'histoire de Grudar et Brassolis. 
Voici son récit.
Pendant longtemps, Cairbar et Grudar avaient convoité le taureau tacheté qui mugissait dans les landes de Golbun, chacun d'eux le revendiquant comme sien. Comme tous deux réclamaient le taureau,  «…la mort s'était souvent montré (sic) à la pointe de leur acier » .
Malgré cette chicane, ces deux guerriers combattirent côte à côte quand l'ennemi, les fils de l'Océan vinrent à Erin.  Ils réussirent à les mettre en fuite. Mais, en entendant de nouveau mugir le taureau tacheté, Grudar et Cairbar le virent et leur combat pour posséder l'animal reprit. Ils se battirent et Grudar tomba, blessé mortellement. 
Brassolis, la sœur de Cairbar, était éprise de Grudar et elle en chantait les actions.  Elle était très belle, comme la pâle lune entre les nuages, son sein était à moitié voilé, sa voix comme la plus douce des harpes, ses mots mélodieux s'envolaient: « As by a cloud the moon's pale light, Is only half concealed ; So a loose robe of purest white, Her bosom partly veiled. Soft was her voice as softest sound, From harp that ever rung ; Her words melodious flowed around».
Après le combat, Cairbar retourna dans la plaine et demanda à sa sœur Brassolis de prendre le bouclier sanglant de Grudar et de le suspendre dans sa demeure. Brassolis, alarmée, court pour retrouver celui que son cœur aime. Elle trouve le jeune guerrier étendu sur le sol, gisant dans son sang. À sa vue, elle tombe morte « She died on Cromla's heath ».
Fin du récit.
Carril, le chantre termine leur histoire en disant: « Ici reposent leurs cendres, Cuthullin ! Ces ifs solitaires, nés de leurs tombes, les abritent contre l’orage. »